# Mistrzostwa Polski Par Klubowych na Żużlu 1983
Mistrzostwa Polski Par Klubowych na Żużlu 1983 – zawody żużlowe, mające na celu wyłonienie medalistów mistrzostw Polski par klubowych w sezonie 1983. Rozegrano eliminację dla klubów drugoligowych, dwa turnieje półfinałowe oraz finał, w którym zwyciężyli zawodnicy Falubazu Zielona Góra.

## Finał
- Zielona Góra, 10 sierpnia 1983
- Sędzia: Stanisław Pieńkowski

| Miejsce | Kluby                | Suma  | Zawodnicy                                               | Punkty                                             |
| ------- | -------------------- | ----- | ------------------------------------------------------- | -------------------------------------------------- |
| złoto   | Falubaz Zielona Góra | 27    | Andrzej Huszcza Jan Krzystyniak Maciej Jaworek          | 15 (3,3,2,2,3,2) 12 (w,1,3,3,2,3) ns               |
| srebro  | Śląsk Świętochłowice | 21    | Jerzy Kochan Krzysztof Zarzecki Paweł Waloszek          | 11 (3,3,2,0,3,0) 10 (1,u,3,1,2,3) ns               |
| brąz    | Stal Gorzów Wlkp.    | 19 +3 | Edward Jancarz Jerzy Rembas Bogusław Nowak              | 9 (1,2,–,3,3,–) 5 (2,1,0,–,2,0) 5 +3 (–,–,3,1,–,1) |
| 4       | Unia Leszno          | 19 +2 | Włodzimierz Heliński Grzegorz Sterna Zenon Kasprzak     | 1 +2 (1,0,–,–,–,–) 9 (3,2,2,1,1,0) 9 (–,–,3,2,3,1) |
| 5       | Kolejarz Opole       | 14    | Leonard Raba Franciszek Stach Herbert Karwat            | 0 (d,–,d,d,–,–) 4 (2,0,–,–,d,2) 10 (–,3,1,2,1,3)   |
| 6       | Wybrzeże Gdańsk      | 13    | Dariusz Stenka Mirosław Berliński Piotr Żyto            | 4 (0,1,1,1,0,1) 7 (2,2,0,2,1,–) 2 (–,–,–,–,–,2)    |
| 7       | Apator Toruń         | 12    | Wojciech Żabiałowicz Eugeniusz Miastkowski Jan Woźnicki | 8 (0,2,d,3,2,1) 4 (3,0,1,0,–,–) 0 (–,–,–,–,w,0)    |